# José García Maldonado

Escudo de armas

José María García Maldonado (San Julián, 24 de marzo de 1979), referido también como Chema, es un eclesiástico católico mexicano afincado en Estados Unidos. Es obispo auxiliar de Chicago, desde diciembre de 2024.

## Biografía
Nació el 24 de marzo de 1979, en la localidad mexicana de San Julián, Jalisco. Hijo de José María García y Angélica Maldonado, siendo el quinto de nueve hermanos.
En 1994, ingresó en el Seminario Menor de San Juan de los Lagos, donde realizó su formación secundaria, y completó un programa introductorio en Arandas. Luego, ingresó en el Seminario Diocesano, donde cursó sus estudios eclesiásticos. En agosto de 2001, emigró a los Estados Unidos, trabajando durante un año en una fábrica en Des Plaines.
Ingresó al programa Casa Jesús en Chicago en 2002 y completó sus estudios en el Mundelein Seminary, obteniendo una maestría en Divinidad en 2008.
Además de su español nativo, también habla inglés.

### Sacerdocio
Su ordenación sacerdotal fue el 17 de mayo de 2008, en St. Juliana Church, a manos del cardenal-arzobispo Francis George; incardinándose en la arquidiócesis de Chicago. Al día siguiente, celebró su primera misa en St. Leonard Church de Berwyn.
Como sacerdote desempeñó los siguientes ministerios:
- Vicario parroquial de Saint Sylvester, en Chicago (2009-2010).
- Director del Our Lady of Guadalupe Shrine en Des Plaines (2010-2011).
- Miembro del personal (2010-2011) y director de Vocaciones (2010)[2] en St. Joseph College Seminary.
- Párroco de Good Shepherd, en Chicago (2012-2021).
- Miembro del Consejo Presbiteral (2014-2021).
- Miembro del Colegio de Consultores (2014-2021).
- Administrador parroquial de Our Lady of Tepeyac (2018).[2]
- Decano del Decanato C en el Vicariato IV (2021-2023).
- Párroco de San José Luis Sánchez del Río, en Chicago (2021-2024).[4]
- Decano del Decanato A en el Vicariato IV (2023).

### Episcopado
El 20 de diciembre de 2024, el papa Francisco lo nombró obispo auxiliar de Chicago, junto a Timothy O'Malley, Lawrence J. Sullivan, Robert Fedek y John S. Siemianowski. También lo nombró obispo titular de Fallaba. Fue consagrado el 26 de febrero del mismo año, en la Catedral de Chicago, a manos del cardenal-arzobispo Blase Cupich.
- Vicario episcopal del Vicariato IV.